# Napule 'e Masaniello
Napule 'e Masaniello è un album di Enzo di Domenico, pubblicato nel 1976.

## Tracce
Lato A
1. Napule 'e Masaniello
2. Donne, champagne e musica
3. E tu si mamma?
4. Reo confesso
5. Paura
6. 'A minaccia

Lato B
1. Lacreme 'e Natale
2. 'A madunnella d' 'e contrabbandiere
3. 'O treno d' 'a rapina
4. Priggiuniero
5. Figlio 'e puveriello
6. Libertà